# Cerrito Creek

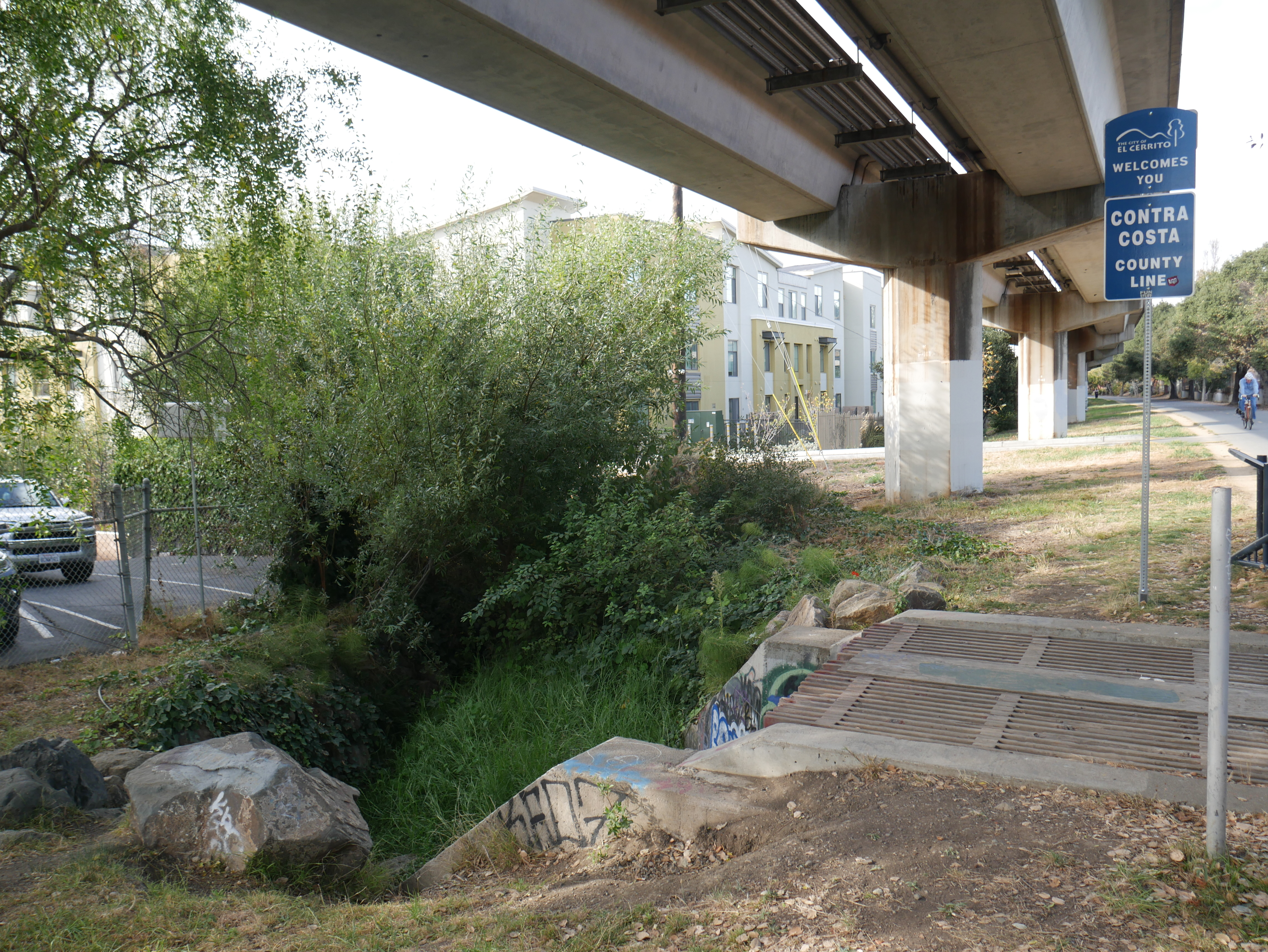

Cerrito Creek è uno dei principali corsi d'acqua corrente delle Berkeley Hills nella Baia di San Francisco nel nord della California.
È significativo per il suo uso come demarcazione di confine storicamente e attualmente. All'inizio del XIX secolo separava il Rancho San Antonio dal Rancho San Paolo della famiglia Castro.
Oggi segna il confine tra la Contea di Alameda e la Contea di Contra Costa.
Il corso principale del fiume, che corre attraverso un canyon che separa Berkeley da Kensington,  è alimentato da diversi affluenti per lo più sotterranei. Il più grande è il Middle Creek o Blackbarry Creek, che è un ramo meridionale.